# Белоплечий расписной малюр
Белопле́чий расписно́й малю́р (лат. Malurus alboscapulatus) — вид певчих птиц из семейства малюровых.

## Описание

### Внешний вид
Белоплечий расписной малюр — это мелкая птица с массой тела от 8 до 12 г и длиной от 10 до 13,5 см. Окраска оперения чёрная с белым.

### Голос
Поёт быстрые трели, длящиеся 3—4 секунды. Призы́вный звук состоит из 2—3 нот.

### Подвиды
В составе вида выделяют 6 подвидов:
- M. a. alboscapulatus A. B. Meyer, 1874
- M. a. aida E. J. O. Hartert, 1930
- M. a. lorentzi van Oort, 1909
- M. a. naimii Salvadori & D’Albertis, 1875
- M. a. kutubu Schodde & Hitchcock, 1968
- M. a. moretoni De Vis, 1892

Возможными подвидами белоплечего расписного малюра являются следующие:
- M. a. randi (сейчас в составе M. a. aida)
- M. a. balim (синоним M. a. lorentzi)
- M. a. dogwa (синоним M. a. lorentzi)
- M. a. tappenbecki (сейчас в составе M. a. naimii)
- M. a. mafulu (сейчас в составе M. a. naimii)

### Схожие виды
Результаты исследования белков показали, что для белоплечего расписного малюра близкими видами являются красноспинный и белокрылый расписные малюры, с которыми он составляет единую группу.

## Размножение
Птицы являются моногамными. По немногочисленным заметкам об этом виде, предполагается что период гнездования длится в течение всего года, как в сухой, так и во влажный сезон.

## Питание
В рацион входят насекомые и другие членистоногие.

## Распространение
Встречается в Индонезии и Папуа — Новой Гвинее. Селится в высокой траве, особенно около берегов рек. Ведёт оседлый образ жизни.